# Denise Bloch
Denise Madeleine Bloch (21 de enero de 1916-5 de febrero de 1945) fue una agente que trabajó con la organización clandestina británica Dirección de Operaciones Especiales en la Segunda Guerra Mundial. Capturada por los alemanes, fue ejecutada en el campo de concentración de Ravensbrück.

## Primeros años
Bloch nació en el seno de una familia judía (Jacques Henri Bloch y Suzanne Levi-Strauss) en París, Francia, en 1916. Tenía tres hermanos. Su padre y dos de sus hermanos fueron soldados franceses hechos prisioneros por el ejército alemán en 1940. Su madre, su hermano Jean-Claude y Denise vivieron entonces una vida clandestina evitando la persecución por ser judíos mediante el uso de documentos e identidades falsas. En julio de 1942, la familia Bloch pasó de contrabando por la frontera de la Francia ocupada a la Francia de Vichy no ocupada. En Lyon, Denise entró en contacto con Jean Aron, un ingeniero judío de Citroën que colaboraba con la Resistencia francesa y la red del SOE dirigida por Philippe de Vomécourt.

## Dirección de Operaciones Especiales
Bloch fue reclutada en Lyon para trabajar para el SOE. Comenzó a trabajar en la resistencia con el operador de radio del SOE Brian Stonehouse hasta su detención a finales de octubre de ese año.
Tras la captura de Stonehouse, se ocultó hasta principios de 1943, cuando se puso en contacto con los agentes del SOE George Reginald Starr y Philippe de Vomécourt. Comenzó a trabajar con ellos en la ciudad de Agén, en el departamento de Lot-et-Garonne, al sur de Francia. Sin embargo, se decidió enviarla a Londres y, acompañada por otro agente, atravesó a pie las montañas de los Pirineos, llegando a Gibraltar y finalmente a Londres. Allí, el SOE la formó como operadora de radio para preparar su regreso a Francia.
El 2 de marzo de 1944, junto con su compañero Robert Benoist, fue enviada al centro de Francia. Trabajando en la zona de Nantes, la pareja restableció el contacto con el agente del SOE y compañero de Benoist en las carreras de coches, Jean-Pierre Wimille. Sin embargo, en junio, tanto ella como Benoist fueron detenidos y Bloch fue interrogada y torturada antes de ser enviada a Alemania. Estuvo recluida en las prisiones de Torgau, en Sajonia, y de Königsberg, en Brandeburgo, donde sufrió exposición, frío y desnutrición.
Bloch fue finalmente enviada al campo de concentración de Ravensbrück. En algún momento entre el 25 de enero de 1945 y el 5 de febrero fue ejecutada por los alemanes, y su cuerpo fue eliminado en el crematorio. Tenía 29 años. Lilian Rolfe y Violette Szabo, otras dos mujeres del SOE retenidas en Ravensbrück, fueron ejecutadas casi al mismo tiempo. En mayo, pocos días antes de la rendición alemana, la agente del SOE Cecily Lefort también fue ejecutada. Se afirma que el SS-Sturmbannführer Horst Kopkow estuvo involucrado en la detención y el asesinato de estos agentes del SOE.
La tumba de la familia de Bloch en el cementerio de Montmartre de París recuerda su vida y su ejecución.

## Reconocimientos

### Premios
|  | 1939-1945 Star (Reino Unido)                 |
|  | Estrella de Francia y Alemania (Reino Unido) |
|  | Medalla de guerra 1939-1945 (Reino Unido)    |
|  | Legión de Honor (Francia)                    |
|  | Croix de guerre 1939-1945 (Francia)          |
|  | Médaille de la Résistance                    |

### Monumentos
Reino Unido
- Brookwood Memorial como uno de los 3.500 "a los que la guerra negó una tumba conocida y honrada".
- FANY memorial (First Aid Nursing Yeomanry) en Wilton Road, Kensington.
- Memorial de Tempsford como una de las mujeres del SOE que salieron de RAF Tempsford y de otros aeródromos y puertos para ayudar a los movimientos de resistencia en la Europa ocupada, 1941 - 1945

Francia
- Memorial del SOE en Valençay, Indre, en la "Lista de Honor" de los 91 hombres y 13 mujeres miembros del SOE que dieron su vida por la libertad de Francia.